# わ・す・れ・な・い
『わ・す・れ・な・い』は、フジテレビ系列（一部の回は一部系列局を除く）で2011年4月17日から放送されている東日本大震災関連のドキュメンタリーシリーズおよび震災特別番組である。

## 概要
2011年3月11日に発生した東日本大震災を受け、未曾有の災害を忘れない教訓とするためにフジテレビが制作しているシリーズであり、震災と防災に関する内容を検証した上で放送する「映像検証シリーズ」と被災地の生活を追う「被災地ドキュメント」がある。
震災発生から9年目となった2020年には、NHKとヤフー（当時「Yahoo! JAPAN」を運営していた企業。現：LINEヤフー）と連携した上で番組を制作した。
2021年以降はNHKと民放キー局5局が実施する防災プロジェクト「6局防災プロジェクト」の参加番組の一つとして放送されている。2023年9月3日には、その参加プロジェクトの一つとして、発生して100年を迎えた関東大震災を取り上げた特別版『イット！×わ・す・れ・な・い特別編 関東大震災100年の真実』を放送した。
3月11日の14時台・15時台に編成する場合は、震災発災時刻の14時46分に被災地からの生中継を行なっている。

## 放送内容
○は放送時点でフジテレビアナウンサー。

### 被災地ドキュメント
| 放送回 | サブタイトル                         | 放送日時                         | 出演者                                                                            | 備考                       |
| ------ | ------------------------------------ | -------------------------------- | --------------------------------------------------------------------------------- | -------------------------- |
| 1      | 〜三つの家族の肖像〜                 | 2011年4月17日 日曜 14:00 - 14:55 | 宮崎あおい（ナレーション）                                                        | 『ザ・ノンフィクション』枠 |
| 2      | 〜原発と牛飼い〜                     | 2011年8月14日 日曜 14:00 - 14:55 | 林原めぐみ（ナレーション）                                                        | 『ザ・ノンフィクション』枠 |
| 3      | 〜それでも僕らは生きていく〜         | 2012年3月11日 日曜 16:00 - 17:25 | 小倉智昭（ナビゲーター） 薬師丸ひろ子・泉谷しげる（ナレーション）                 | 『日曜スペシャル』枠       |
| 4      | 〜それからの家族…〜                  | 2012年7月15日 日曜 14:00 - 14:55 | 志田未来（ナレーション）                                                          | 『ザ・ノンフィクション』枠 |
| 5      | 〜魚町、復興への光〜                 | 2012年9月30日 日曜 14:00 - 14:55 | 佐々木優子（ナレーション）                                                        | 『ザ・ノンフィクション』枠 |
| 6      | 〜原発と牛飼い それから〜            | 2013年3月3日 日曜 14:00 - 14:55  | 林原めぐみ（ナレーション）                                                        | 『ザ・ノンフィクション』枠 |
| 7      | 〜明日の君に遭いたい 2013夏〜        | 2013年9月1日 日曜 14:00 - 14:55  | 泉谷しげる・薬師丸ひろ子（ナレーション）                                          | 『ザ・ノンフィクション』枠 |
| 8      | 〜三年後の肖像〜                     | 2014年3月9日 日曜 14:00 - 14:55  | 村川絵梨（ナレーション）                                                          | 『ザ・ノンフィクション』枠 |
| 9      | 〜明日に向かって 運命の少年〜        | 2016年3月6日 日曜 14:00 - 14:55  | 武田祐子○（ナレーション）                                                         | 『ザ・ノンフィクション』枠 |
| 10     | 〜～明日の君に逢いたい 6年目の選択〜 | 2017年3月4日 土曜 14:00 - 15:00  | 佐々木恭子○（ナレーション）                                                       | 『土チャレ』枠             |
| 11     | 〜明日に向かって てっちゃんの7年〜   | 2018年5月25日 日曜 13:40 - 14:35 | 佐々木恭子○（ナレーション）                                                       | 『ザ・ノンフィクション』枠 |
| 12     | 僕らが歩んだ震災の10年 前編          | 2021年3月7日 日曜 14:00 - 14:55  | 薬師丸ひろ子（ナレーション）                                                      | 『ザ・ノンフィクション』枠 |
| 13     | 僕らが歩んだ震災の10年 後編          | 2021年3月14日 日曜 14:00 - 14:55 | 薬師丸ひろ子（ナレーション）                                                      | 『ザ・ノンフィクション』枠 |
| 14     | 〜福島と能登〜 語り継ぐ震災の記憶    | 2025年3月11日 火曜 14:45 - 15:45 | 高崎春○（ナレーション・朗読） 奥寺健○（朗読） 斉藤舞子○（朗読） 宮司愛海○（朗読） |                            |

### 映像検証シリーズ
| 放送回 | サブタイトル                                                    | 放送日時                          | 出演者                                                                  | 備考                                                                             |
| ------ | --------------------------------------------------------------- | --------------------------------- | ----------------------------------------------------------------------- | -------------------------------------------------------------------------------- |
| 1      | 東日本大震災155日の記録                                         | 2011年8月12日 金曜 21:00 - 22:52  | 小倉智昭・安藤優子（MC）                                                | 『金曜プレステージ』枠                                                           |
| 2      | 〜東日本大震災・命の記録〜                                      | 2011年12月30日 金曜 19:00 - 20:54 | 小倉智昭・安藤優子 中井貴一・広末涼子（ナレーション）                   |                                                                                  |
| 3      | 防災の日SP 首都大震災〜わ・す・れ・な・い 3･11の警告〜          | 2012年8月31日 金曜 21:00 - 22:52  | 伊東四朗（ナビゲーター） 鈴木福（ナレーション）                         | 『金曜プレステージ』枠                                                           |
| 4      | 伝え継ぐ映像記録2013                                            | 2013年3月10日 日曜 13:00 - 14:55  | 小倉智昭（語り） 安藤優子（中継）                                       | 『ザ・ノンフィクション』枠                                                       |
| 5      | “巨大津波”3年後の新検証                                         | 2014年3月9日 日曜 16:00 - 17:25   | 小倉智昭（語り） 安藤優子（中継）                                       | 『日曜スペシャル』枠                                                             |
| 6      | 〜巨大津波から逃げる〜 “秒との闘い”映像全記録 4年後の“時間”検証 | 2015年3月7日 土曜 15:30 - 17:30   | 小倉智昭・安藤優子（ナビゲーター） 益田由美・松元真一郎（ナレーション） | 『土曜ワイド』枠                                                                 |
| 7      | 5年間の“検証映像”全記録 〜192の映像が伝える夜明けまでの15時間〜 | 2016年3月5日 土曜 14:05 - 16:00   |                                                                         | 『土曜スペシャル』枠（第1期最終回）                                              |
| 8      | 〜6年目の選択〜                                                 | 2017年3月4日 土曜 14:00 - 15:00   | 佐々木恭子○（ナレーション）                                             | 『土チャレ』枠                                                                   |
| 9      | 7年目の検証〜命を守る避難行動〜                                 | 2018年3月11日 日曜 13:00 - 15:10  |                                                                         | 『FNN3・11報道特番 その避難は正解か!?』に内包                                    |
| 10     | 8年目の検証〜平成最後の証言〜                                   | 2019年3月11日 月曜 15:50 - 16:50  | 山根基世（ナレーション）                                                | 『メディアミックスα』枠                                                          |
| 11     | 死者をゼロにする情報とは                                        | 2020年3月11日 水曜 15:50 - 16:50  | 伊藤利尋○ 井上あさひ（NHKアナウンサー） （いずれもMC）                  | 『メディアミックスα』枠                                                          |
| 12     | 未来へ…10年目の総検証                                           | 2021年3月11日 木曜 15:15 - 16:50  | 小倉智昭・島田彩夏○（MC）                                               | 『東日本大震災10年。私たちは…わすれない。 3.11特別編バイキング×イット!』に内包。 |
| 13     | 行動検証 巨大地震 その時…                                       | 2022年3月11日 金曜 14:45 - 15:45  | 島田彩夏〇（MC） 野村真季（テレビ朝日アナウンサー）                     | 『メディアミックスα』枠                                                          |
| 14     | 映像教訓 巨大地震から生き延びる                                 | 2023年3月11日 土曜 14:30 - 15:55  | 木村拓也〇（MC）                                                        | 『土曜ワイド』枠                                                                 |
| 15     | イット！×わ・す・れ・な・い特別編 関東大震災100年の真実         | 2023年9月3日 日曜 16:00 - 17:25   | 榎並大二郎〇 宮司愛海〇 板橋駿谷                                        | 『日曜スペシャル』枠                                                             |
| 16     | 巨大地震再び…教訓は生きたのか                                   | 2024年3月11日 月曜 14:50 - 15:45  | 高島雅羅（ナレーション）                                                |                                                                                  |